# Волга (бриг)
«Волга» — бриг Каспийской флотилии Российской империи, первый из четырёх бригов одноимённого типа. Находился в составе флота с 1806 по 1817 год, принимал участие в русско-персидской войне 1804—1813 годов, использовался в качестве крейсерского судна и для оказания поддержки операциям сухопутных войск.

## Описание судна
Парусный бриг с деревянным корпусом, один из четырёх бригов одноименного типа, строившихся в Казани с 1805 по 1808 год. Длина брига по сведениям из различных источников составляла 22,86—22,9 метра, ширина — 6,55—6,6 метра, а осадка от 2,74 до 3 метров. Вооружение судна состояло из восьми орудий 24-фунтовых карронад.

## История службы
Бриг «Волга» был заложен 5 (17) октября 1805 года на стапеле Казанского адмиралтейства и после спуска на воду 15 (27) мая 1806 года вошёл в состав Каспийской флотилии России. Строительство вёл кораблестроитель Е. И. Кошкин.
В кампанию 1807 года совершил переход от Казани до Астрахани. Принимал участие в русско-персидской войне 1804—1813 годов, в кампании с 1808 по 1813 год выходил в крейсерские плаванья к берегам Восточного Закавказья и оказывал поддержку сухопутным войскам.
По окончании службы в 1817 году бриг «Волга» был разобран в Астрахани.

## Командиры брига
Командирами брига «Волга» в составе Российского императорского флота в разное время служили:
- Л. П. Половцов (1807 год);
- И. А. Верещагин (1809—1810 годы);
- П. Н. Куницкой (1812 год);
- К. М. Рубановский (1813 год).

### Комментарии
1. ↑  Всего в рамках серии было построено 4 брига: «Волга», «Радуга», «Змея» и «Ящерица»[1].
2. ↑  75 футов[2].
3. ↑  21 фут 6 дюймов[2].
4. ↑  9 футов[2].